# 南米爾斯 (北卡羅萊納州)
南米爾斯（英語：South Mills）是位於美國北卡羅萊納州康登縣的普查規定居民點。

## 人口
根據2020年美國人口普查的數據，南米爾斯的面積為4.64平方千米，皆為陸地。當地共有人口362人，而人口密度為每平方千米78.02人。